# Ploče-Tor

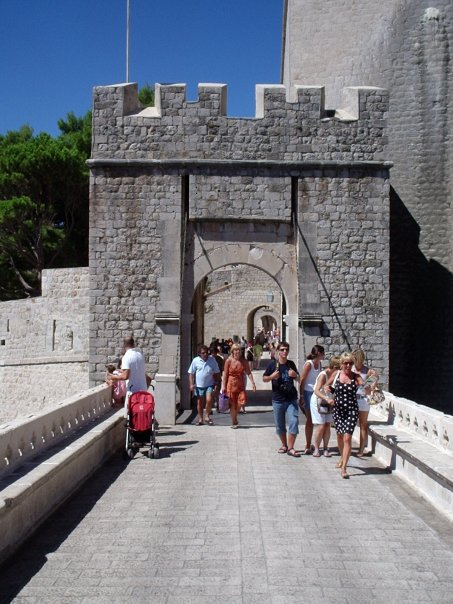
Das Ploče-Tor

Das Ploče-Tor [ˈplɔtʃɛ-Tor] in der kroatischen Stadt Dubrovnik war nach dem Pile-Tor das zweite Haupteingangstor in die durch die Stadtmauer eingeschlossene Altstadt Dubrovnik.
Das Ploče-Tor, früher nach einer Kirche in der Nähe „St.-Luka-Tor“ genannt, wurde im heutigen Aussehen 1450 durch Simeon della Cava gebaut. In dieses Tor mündeten die Handelswege für die Karawanen aus dem Orient. Sowohl die Ausgestaltung der beiden inneren Tore wie auch die Brücken (erbaut 1449–1450) erinnern an das Pile-Tor im Westen der Altstadt, das als Vorbild diente. Neben dem Pile-Tor war das Ploče-Tor einer der beiden Haupteingänge in die Altstadt. Im 19. Jahrhundert wurde das Tor erweitert und breiter gemacht. Das äußere Tor erbaute Mihajlo Hranjac 1628.
Den Schutz dieses Eingangstores in die Altstadt gewährte die mächtige, 1462 im Nordosten der Stadt errichtete Festung Revelin. Mit dem Ploče-Tor war sie durch eine Brücke verbunden.